# Jay Obernolte
Jay Phillip Obernolte (Chicago, 18 agosto 1970) è un politico statunitense, membro della Camera dei Rappresentanti per lo stato della California dal 2021.

## Biografia
Nato a Chicago e cresciuto a Fresno, Obernolte studiò scienze applicate presso il California Institute of Technology e conseguì un Master of Science in intelligenza artificiale presso l'Università della California a Los Angeles. Successivamente lavorò come sviluppatore di videogiochi fondando e dirigendo la FarSight Studios.
Entrato in politica con il Partito Repubblicano, nel 2010 entrò nel consiglio comunale di Big Bear City e divenne anche sindaco della città, nella quale viveva e lavorava come istruttore di karate.
Nel 2014 fu eletto all'interno dell'Assemblea generale della California, venendo riconfermato per altri due mandati nel 2016 e nel 2018.
Nel 2020 si candidò alla Camera dei Rappresentanti per il seggio lasciato dal compagno di partito Paul Cook e riuscì ad essere eletto deputato sconfiggendo l'avversaria democratica.